# Raphaël Élizé
Pour les articles homonymes, voir Élizé.
Raphaël Élizé, né le 4 février 1891 au Lamentin (Martinique) et mort le 9 février 1945 à Buchenwald (Allemagne), est un homme politique français.
Maire de Sablé-sur-Sarthe, il est connu pour avoir été l'un des premiers maires métis ou noir, d'une commune de France métropolitaine.

## Biographie

### Origines
Sa famille est originaire de la Martinique. Son père Augustin est fonctionnaire des impôts et un franc-maçon de haut grade. Lui et son épouse Jeanne auront 8 enfants. Son grand-père paternel Gustave est charpentier de marine et conseiller municipal. Né esclave, celui-ci a été affranchi en 1832, à l'âge de 9 ans ainsi que sa mère Élize (d'où la famille Élizé tient son nom) à l'âge de 33 ans. Il est noté alors qu'elle était « lessivière » et son fils « mulâtre » ce qui signifie que son père devait être un blanc mais on ne sait rien de lui. Du côté maternel, on trouve également des esclaves mais aussi des blancs créoles dont Pierre-Timothée Le Camus (c. 1738 à Heuilley-Cotton en Champagne - 1810 à Fort-Royal, actuel Fort-de-France), procureur de la Martinique et esclavagiste notoire. La famille Élizé est typique de cette communauté des métis qui à cette époque était bien distincte[De quoi ?] aux Antilles. Chez les Élizé, les études et les valeurs républicaines sont importantes.
Raphaël Élizé arrive en métropole à 11 ans, après la catastrophe de la montagne Pelée. Son père avait fait évacuer toute sa famille de Saint-Pierre vers Fort-de-France et Le Diamant juste avant l'explosion. Comme fonctionnaire, il est alors nommé à Paris dans le cadre du plan d'aide aux sinistrés de Saint-Pierre.

### Études et soldat de la Première Guerre mondiale
Raphaël suivra les cours des lycées Montaigne, Saint-Louis et Buffon, avant d'intégrer en 1910 l'École vétérinaire de Lyon. Il obtient son diplôme en juillet 1914, un mois avant le déclenchement de la Première Guerre mondiale. Affecté au 36e régiment d'infanterie coloniale, il sert comme soldat puis comme vétérinaire, son courage lui valant la croix de guerre.

### Parcours politique
Après guerre, il choisit de s'installer à Sablé-sur-Sarthe, région d'élevage de chevaux et de bovins qui n'a pas encore de vétérinaire où il arrive en octobre 1919. Son épouse et lui sont alors les seuls noirs de la ville sarthoise. Il va alors s'intégrer progressivement dans la société locale devenant vice-président des comices agricoles, administrateur de la Caisse d'épargne, président des Anciens combattants et de l'organisme des logements sociaux.
Il entre en politique en adhérant en 1924 à la section locale de la SFIO. Sa liste est battue aux élections municipales de 1925 mais il entre néanmoins au conseil municipal, dans l'opposition. Les socialistes, alliés aux radicaux (Cartel des gauches), remportent de justesse l'élection municipale de 1929 et Raphaël Élizé passe pour le premier métis et le premier Antillais maire d'une commune métropolitaine, même si Louis Guizot l'avait précédé en 1790 à Saint-Geniès-de-Malgoirès, et si Severiano de Heredia fut le premier « maire » noir de Paris en 1879.
Cette élection n'était pas une mince réussite. Elle fut sans doute facilitée par le fait qu'il était en terre cartelliste (six députés sur six) et vétérinaire en pays d'élevage. Son élection est moquée (« le roi-nègre ») dans le quotidien satirique d'extrême-droite Le Charivari,.
Il est réélu en 1935. Cette même année, il est mandaté pour représenter l'Association des maires de France pour les célébrations du 300e anniversaire du rattachement des Antilles à la France, son premier retour à la Martinique depuis qu'il en était parti enfant. Il se rend alors à Saint-Pierre dont le maire est son jeune frère Maxence. Il y manifeste dans un discours sa position « assimilationniste égalitaire » que l'on rencontre alors chez beaucoup de notables antillais.
On lui doit à Sablé-sur-Sarthe la création d'un cours préparatoire et d'un service de pédiatrie, l'organisation « La Goutte de lait », une maternité, une maison du peuple pour les syndicats, une cantine communale, un terrain de football et la première piscine homologuée de l'Ouest de la France.

### Pendant la Seconde Guerre mondiale
D'abord mobilisé le 3 septembre 1939 comme vétérinaire à Hirson dans l'Aisne avec le grade de capitaine, il est démobilisé en 1940, rentrant à Sablé où il tente de reprendre ses fonctions de maire, contre l'avis de la Feldkommandantur en septembre 1940 : « Il est incompréhensible pour le ressentiment allemand et pour le sens du droit allemand qu'un homme de couleur puisse revêtir la charge de maire ».
Destitué par le préfet de la Sarthe en mars 1941, Élizé reprend son métier et à partir du printemps 1943 participe à la Résistance (réseau Buckmaster, circuit Butler, groupe Max), notamment en rapportant les informations qu'il peut glaner en tant que vétérinaire de la Kommandantur (il parle allemand) et grâce à son permis de circuler. Dénoncé et arrêté en septembre 1943, il passe quelques mois à la prison d'Angers, puis au camp de Royallieu, près de Compiègne, avant d'être finalement déporté à Buchenwald le 17 janvier 1944. Il est grièvement blessé lors du bombardement allié de l'usine d'armement allemande de la Gustloff-Weimar le 9 février 1945 et meurt à Buchenwald le soir même.
Il avait supplié : « Bon Dieu, qu'ils nous tuent tous, et que la terre soit débarrassée de ces sauvages ! »,.

### Vie personnelle
Il s'est marié en 1919 avec Caroline Hayot, une métisse martiniquaise rencontrée à Paris. Ils auront une fille unique, Janine née en 1920. Elle meurt en 1937 peu après avoir obtenu son bac, à 17 ans, d'une péritonite mal diagnostiquée. Son épouse meurt un an après son mari, en 1946, d'un problème cardiaque.
Raphaël Élizé était un passionné de musique classique et un photographe amateur, ayant installé un petit laboratoire de développement dans sa maison de Sablé, place de la République.

### Élizé et l'espéranto
Élizé a montré qu'il était favorable à l'espéranto, langue internationale, en favorisant la création d'un groupe espérantiste, de cours d'espéranto et en émettant le vœu « que l'espéranto soit enseigné et développé et introduit progressivement dans les programmes scolaires ».

### Postérité

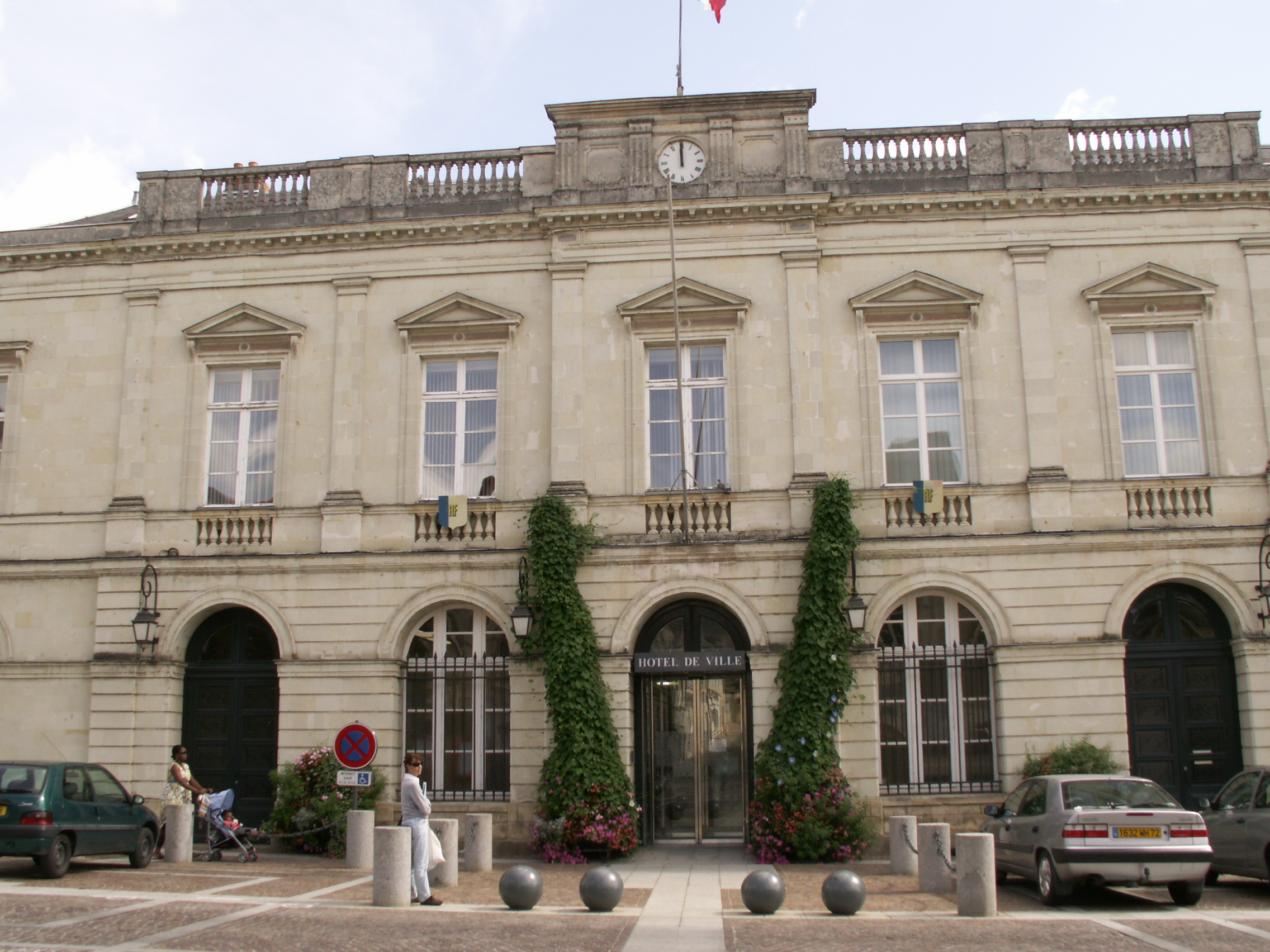
Mairie de Sablé,
place Raphaël-Élizé.

En souvenir de son parcours, la place de la mairie de Sablé porte son nom depuis la fin de la guerre.
En 1994, la ville de Sablé organise une grande commémoration en présence de plusieurs membres de sa famille.
La quasi-totalité des parlementaires d’outre-mer ainsi que le ministre des DOM-TOM, Dominique Perben, y ont participé.
En 2009, les vingt-six élèves d'une classe de 4e du collège Anjou de Sablé-sur-Sarthe se lancent dans la rédaction d'un roman historique avec Raphaël Élizé pour personnage principal. L'écrivain Yves Gauthier accepte de se joindre au projet. Ce dernier est décrit dans une fiche publiée dans la brochure Lire-écrire-publier à l'heure du numérique du colloque du même nom organisé à la Bibliothèque nationale de France en novembre 2011.
En 2011 au Mans, une place à son nom est inaugurée (quartier de l'université).
Un timbre à l'effigie de Raphaël Élizé a été créé par La Poste en 2013.
Un film documentaire, Le Métis de la République, réalisé par Philippe Baron, lui est consacré fin 2013.
Un film-portrait : Frères d'armes - Raphaël Elizé, série Frères d'armes, raconté par Philippe Torreton, co-réalisé par Pascal Blanchard et Rachid Bouchareb, 2016, 2 minutes. [voir en ligne]
En 2015, la commission permanente du conseil régional des Pays de la Loire modifie le nom lycée polyvalent Colbert de Torcy Charles Cros, qui devient « lycée Raphaël-Élizé ».
En 2015, Gaston-Paul Effa, un auteur camerounais, publie Rendez-vous avec l'heure qui blesse, roman retraçant la vie de Raphaël Élizé.
En 2020, la 49e promotion de l'IRA de Nantes lui rend hommage en prenant le nom de « Promotion Raphaël-Elizé ».